# Прополіс

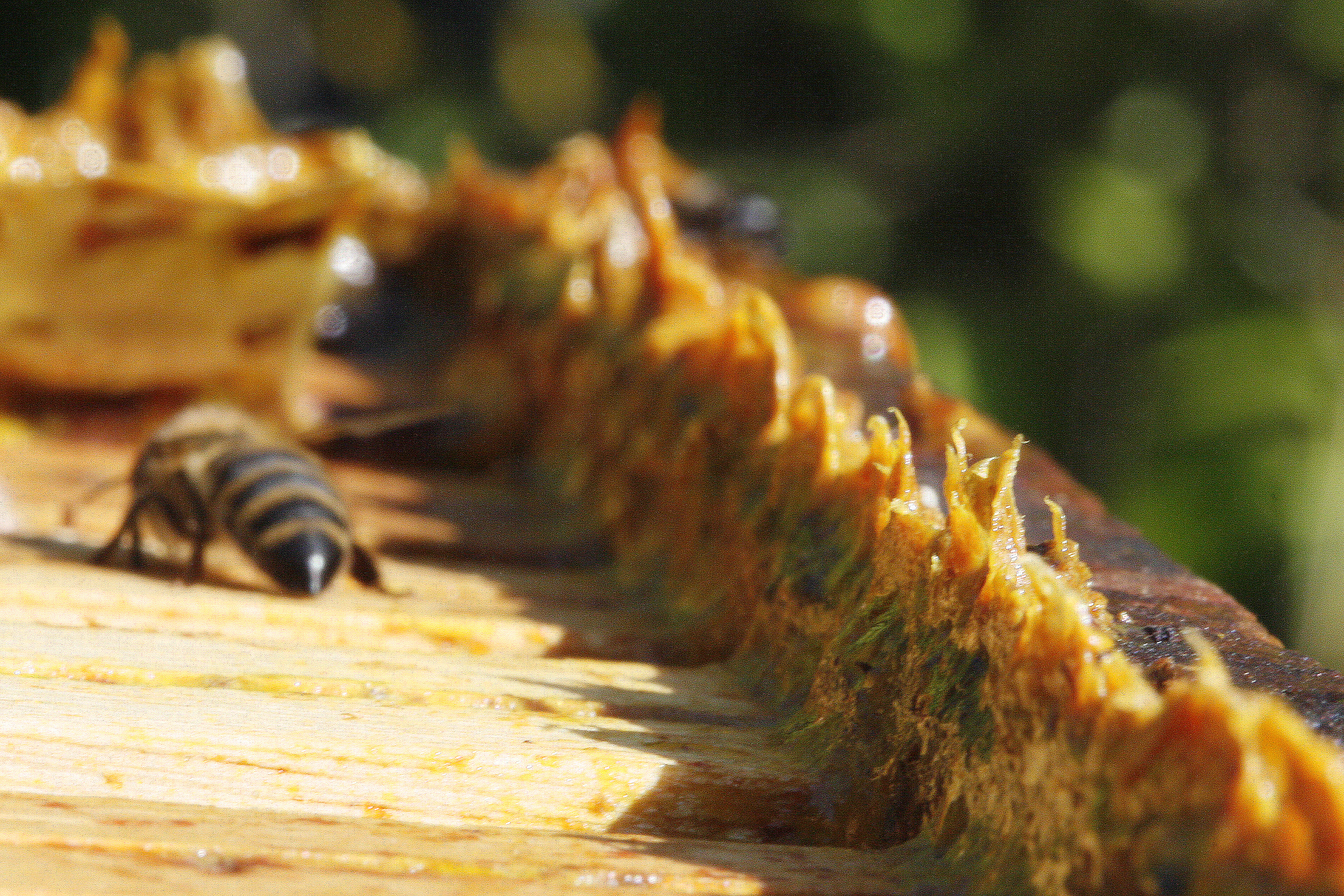
Прополіс

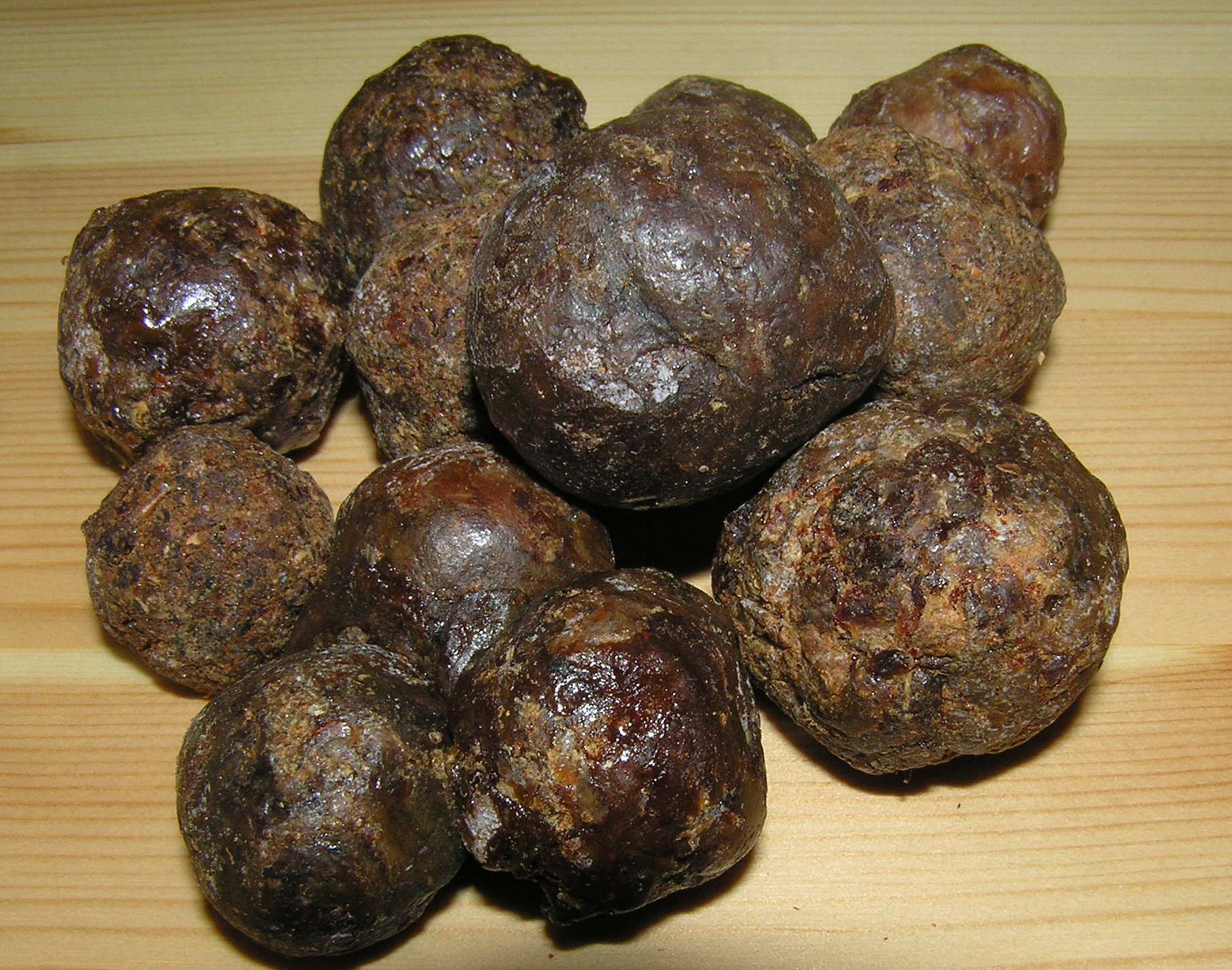
Прополіс, отриманий застарілою технологією, шляхом очищення елементів гнізда медоносних бджіл, з подальшим формуванням кульок вручну.

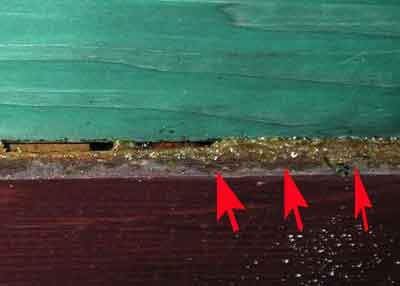
Ущільнення вулика прополісом

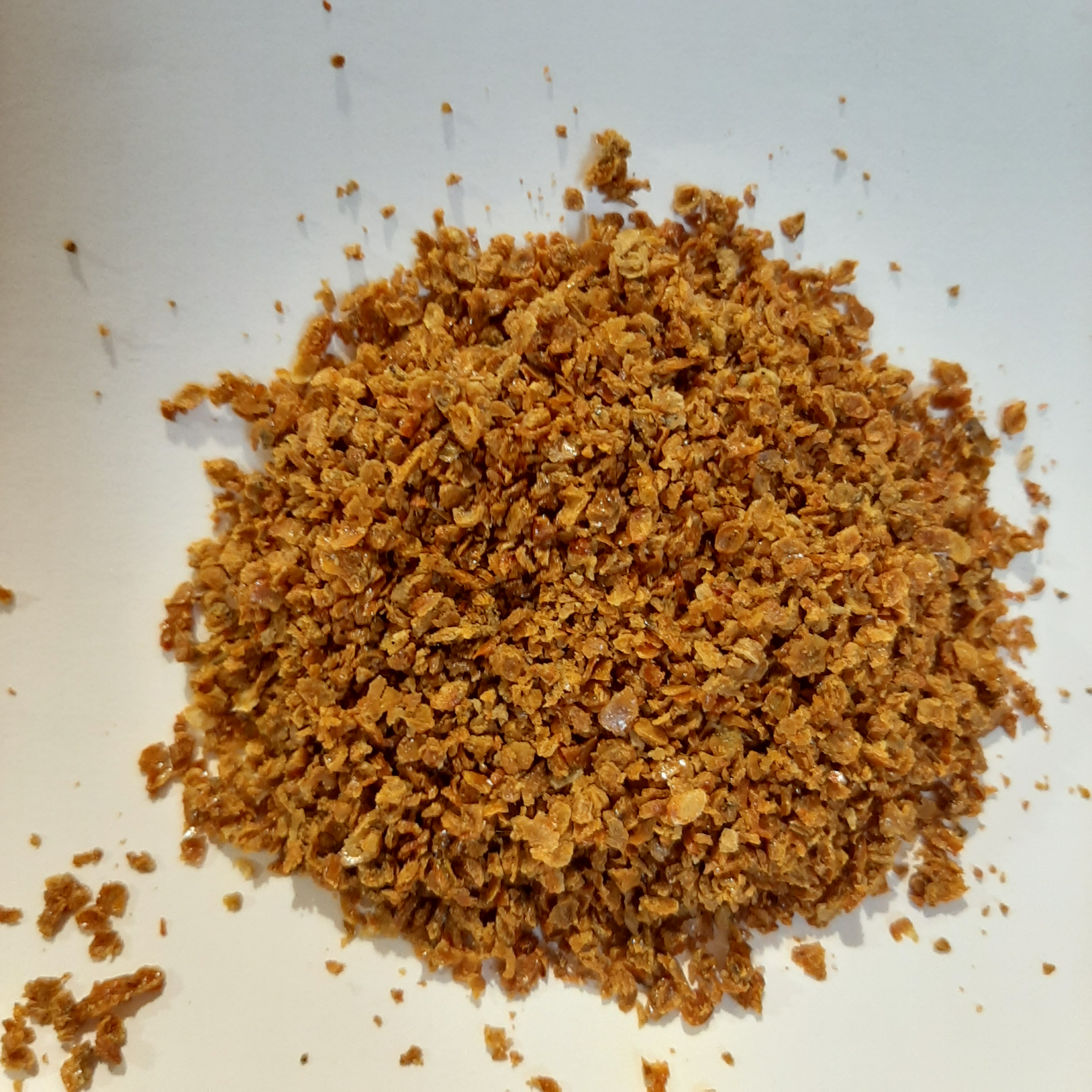
Прополіс, отриманий за новою технологією, очищується з еластичних сіток за допомогою пристрою.

Про́по́ліс — смолиста клейка речовина темно-зеленого кольору і гіркого смаку, яку збирають медоносні бджоли з бруньок різних рослин. Легко скачується в грудочки та має приємний специфічний запах, що нагадує запах берези. Згодом прополіс набуває темнішого, навіть чорного забарвлення і стає щільнішим, втрачаючи запах. Є одним із основних продуктів бджільництва.

Про́по́ліс (грец. πρόπολις); бджолиний клей, уза — смолиста речовина від коричневого до темно-зеленого кольору, що виробляється бджолами для замазування щілин, регулювання прохідності льотка, дезінфекції осередків сот перед засівом яєць маткою, а також ізоляції сторонніх предметів у вулику. Прополіс — це клейкі речовини, які бджоли збирають з весняних бруньок дерев (тополя, вільха, береза та ін.) і модифікують своїми ферментами.

## Загальний опис
Прополіс являє собою суміш різних речовин, серед яких переважають зібрані з бруньок (береза, тополя, вільха, верба, каштан), стебел і листків рослин смоли та бальзами. Бджоли приносять клейку масу в пилкових кошиках задніх ніг. У вулику до них домішуються віск, квітковий пилок або бальзамисті оболонки пилкових зерен, а також виділення верхньощелепних залоз бджіл. При добуванні з гнізда в прополіс потрапляють часточки деревини, утеплювальних матеріалів, тіла бджіл. Прополіс бджоли використовують як будівельний матеріал для полірування воскових комірок, склеювання рамок, корпусів, замазування щілин, звуження «льоткових» отворів, просмолювання внутрішньої поверхні вулика тощо. Завдяки специфічній дії його на мікроорганізми підтримується належний санітарний стан гнізда.
Щодо походження прополісу немає єдиної думки. Відповідно до теорії внутрішнього походження — прополіс є смолистим залишком від першої фази перетравлення бджолами квіткового пилку, є підтвердження рослинного походження прополісу ідентичності хімічного складу його та екстрактів бруньок берези бородавчастої, тополі чорної та інших рослин. Німецький вчений, медик-бджоляр Макс Кюстенмахер автор ряду важливих науково-практичних робіт, що розширили науковий базис бджолярства, зокрема «Die Bienkrankheiten nach den neuesten Forschungen», 1911 («Хвороби бджіл відповідно до найновіших досліджень») та «Der aufbau des bienenkörpers und dessen funktionen»; 1921 («Будова тіла бджоли та його функції») у 1911 році відзначив факт, що максимальний збір і виробництво прополісу бджолами збігаються у часі з найбільшим взятком квіткового пилку, і що бджоли збирають клей у тих районах, де немає деревної рослинності, і що кількість бджіл, що відвідують смолисті деревні бруньки, невелика. Тобто, відповідно до Кюстенмахера, прополіс має внутрішнє походження як смолистий залишок від першої фази перетравлювання бджолами квіткового пилку. У XXI столітті взяла гору думка про те, що прополіс є продуктом змінного хімічного складу і що існує багато типів прополісів, що визначаються їх ботанічним походженням.[джерело?]

## Фізичні властивості
Прополіс має частіше коричневе, зеленувате, буре або сіре забарвлення. Запах його специфічний, смолистий, дуже стійкий, зберігається протягом багатьох років. Залежно від місць збору вираженість і стійкість аромату різна. Смак переважно гіркий, терпкий, деколи пекучий. Консистенція змінюється залежно від температури. В прохолодному місці (нижче плюс 15°C) перебуває в твердому стані і здатний кришитись, в бджолиному гнізді (при температурі вище плюс 30°C) — м'який і клейкий. При підігріві в межах 64-69°C стає текучим, а від 80 до 104°C - плавиться. Прополіс важчий за воду (густина 1,11-1,27 г/см3). Як розчинники залежно від призначення можуть бути використані етиловий і метиловий спирт, ефір, ацетон, чотирихлористий вуглець. Добре екстрагує в рослинних оліях і тваринних маслах (при температурі 80-100°C), вазеліні, слабо в воді, молоці, оцтовій кислоті.

## Склад прополісу
Склад прополісу: рослинні смоли (в середньому 55%); бальзами, які містять у вигляді складних сумішей ефірні олії (8), дубильні речовини (8), ароматичні альдегіди, фенолокислоти; віск (22); квітковий пилок (5-11%); механічні домішки. В ньому великий набір мінеральних елементів, містяться вітаміни та інші речовини. До групи біоактивних сполук відносяться флавоноїди з їх антибактеріальними властивостями.

Вихід продукції від однієї сім'ї може становити 50—100 г (буває і 200 г). Висока прополісопродуктивність властива сірим гірським кавказьким бджолам.

Зібрану продукцію формують у валки різних розмірів і зберігають в поліетиленових мішках або скляному посуді.

Заготовлюють прополіс для потреб медицини, ветеринарії та промисловості.

## Збір прополісу
Збирають прополіс протягом усього сезону, зскрібаючи стамескою або іншим інструментом під час огляду бджолиних сімей. Найбільше його отримують у кінці літа, коли бджоли готують гнізда до зимівлі. Порівняно багато прополісу бджоли відкладають біля льотків з внутрішньої сторони вулика.
В Україні вперше за час незалежності розроблено нову технологію отримання прополісу. Спочатку пасічник використовує еластичні засоби збору, які розміщує у гніздах бджолиних сімей. Надалі, після накопичення прополісу, засоби збору вилучаються, охолоджуються при +5°C та очищуються на пристрої, розробленому Двикалюком Романом Мар'яновичем.  

## Лікарські та фармакологічні властивості
Прополіс має добре задокументовані фармакологічні властивості, включаючи протимікробні, антиоксидантні, протизапальні, імуномодулюючі та кардіозахисні ефекти. Відповідні дослідження були проведені при Кафедрі педіатрії і підліткової медицини Гонконзького університету в 2013 році.
Дослідженнями, проведеними в 2016 році при Дослідницькому центрі біоінформатики та медичної інформатики при Державному університеті Сан-Дієго, Каліфорнія, США, були також підтверджені протимікробні, протизапальні та імуномодулюючі ефекти та встановлено, що прополіс має антиракові властивості.
У 2017 році була підготовлена комплексна рецензія, що базується на результатах 115 незалежних досліджень, в якій була підтверджена і задокументована клінічна ефективність застосування прополісу при лікуванні ряду захворювань і розладів (лікування ран, педіатрія, лікування виразок, різних видів рефлюксу і гастриту, запалення ротової порожнини, кардіологічних розладів і онкологічних патологій).

## Розрідження прополісу медоносними бджолами

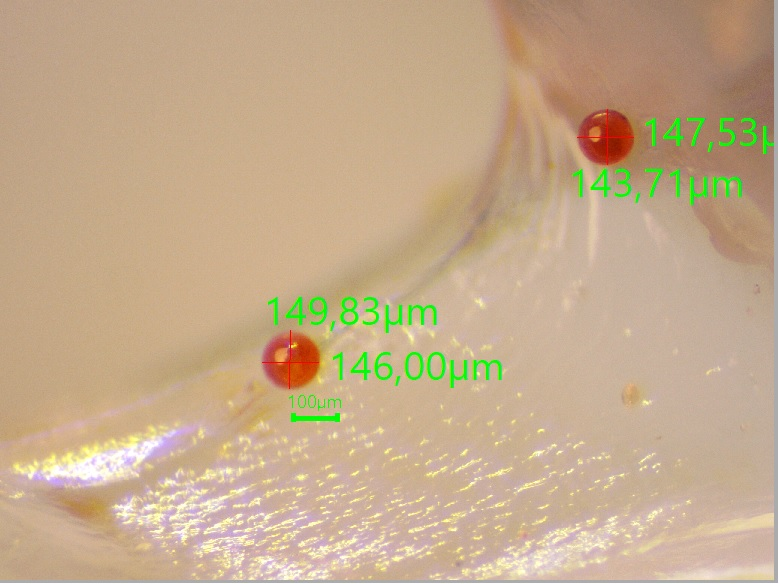
Зображення крапель прополісу під мікроскопом.

Медоносні бджоли розріджують прополіс ферментами мандибулярних залоз. Унаслідок такого розрідження медоносні бджоли втрачають частину прополісу через його рідкий стан підчас маніпулювання ним у гнізді. Ці відкриття у етології бджіл підчас маніпулювання прополісом сприятимуть дослідженню штучних матеріалів для збору прополісу на предмет їх гідрофобних та гідрофільних властивостей по відношенню до рідкої фази прополісу.

## Застосування
З прополісу виготовляють спиртові настої, спиртові емульсії, прополісне молоко, прополісне вершкове масло, ефірний екстракт тощо. Прополіс має сильну антимікробну, і стимулюючу дію. Використовують його також для інгаляції. З лікувальною метою препарати прополісу застосовують тільки під наглядом лікаря.  
Нативний прополіс має специфічний смак, проте досить ефективно усуває зубний біль, інфекції, біль у горлі та кашель. Він здатний миттєво «заморозити» слизову оболонку, тому не рекомендується його ковтати. 
Добова норма прополісу нативного складає 1-2 грами, а розжовувати його можна протяго години. 
У народній медицині прополіс здавна використовується як лікувальний засіб при лікуванні ран. Має сильно виражену місцеву знеболюючу дію. Анестезуюча (знеболююча) сила 0,25% спиртового розчину прополісу перевершує дію новокаїну в 3.5 рази.
Болгарський професор Христо Мемерскі пропонує застосовувати прополіс від простудних захворювань та грипу, а також шлунково-кишкових захворювань. Він рекомендує 20-30 крапель настоянки прополісу розводити у 50 мл води та пити двічі на день.